# Coritiba Foot Ball Club
Coritiba Foot Ball Club, comúnmente conocido como Coritiba y referido coloquialmente como "Coxa", es un club de fútbol brasileño de Curitiba, la capital del estado brasileño de Paraná. Fundado en 1909 por inmigrantes alemanes, es el club de fútbol más antiguo y el que ha ganado más títulos en el estado. Compite en el Campeonato Brasileño de Serie B, tras haber descendido.
El estadio local de Coritiba es el Estádio Couto Pereira, construido en 1932, con una capacidad para 40 000 aficionados. Su principal rivalidad es con el Athletico Paranaense, con quienes disputa el derbi Atletiba, una de las grandes rivalidades del fútbol brasileño, compitiendo también en el derbi Paratiba, que se disputa con el Paraná Clube.
Coritiba fue el primer club de Paraná en ganar el Campeonato Brasileño en 1985, rompiendo la hegemonía de los equipos de São Paulo, Río de Janeiro, Río Grande del Sur y Minas Gerais, que había perdurado desde la década de 1960. También ha ganado dos títulos de la Serie B brasileña, en 2007 y 2010. El club ha ganado el Campeonato Estatal de Paraná 39 veces, más que sus dos principales rivales combinados (Athletico Paranaense con 27 títulos y Paraná Clube con 7).
En junio de 2023, Treecorp Investimentos completó la compra del 90 % de la SAF del club, en una operación valorada en 1 100 millones de reales.

## Resumen
Coritiba es el primer club del sur de Brasil en ganar un título nacional, el Torneo del Pueblo de 1973, y también es el primer club sureño en competir en ambas competiciones continentales principales, la Copa Libertadores y la Copa Sudamericana.
Fue el primer club de Paraná en ganar la Série A (el título principal en Brasil) y llegar a las semifinales en la segunda competición más importante del país, la Copa do Brasil, en 1991, 2001, 2009 y llegar a las finales en 2011 y 2012.
Es el único club que ha logrado seis títulos consecutivos del Paranaense, entre 1971 y 1976, y también es el club con más participaciones en este campeonato. Con más de 40 000 socios, ocupa actualmente el primer lugar en la FPF, el 14.º lugar en el ranking de la CBF, el 83.º lugar en el ranking de la Conmebol y el 125.º en el ranking internacional de la IFFHS.
Desde 2013 tiene alianzas (que incluyen préstamos e intercambios de jugadores juveniles) con Porto y Benfica de Portugal, Chivas Guadalajara de México, Daegu de Corea del Sur y VVV-Venlo de los Países Bajos.
El club aún ostenta el récord de más victorias consecutivas, 24 (veinticuatro), en competiciones oficiales, y la racha más larga entre los equipos brasileños, habiendo disputado más de 4.800 partidos en su historia.
Coritiba es el primer club de fútbol del sur de Brasil en comenzar a practicar fútbol americano. Coritiba Crocodiles es un equipo de fútbol americano formado por la fusión de Coritiba (fútbol americano) y los Barigui Crocodiles, siendo tricampeones brasileños, diez veces campeones estatales y dos veces en la conferencia sur.

## Historia

### Fundación

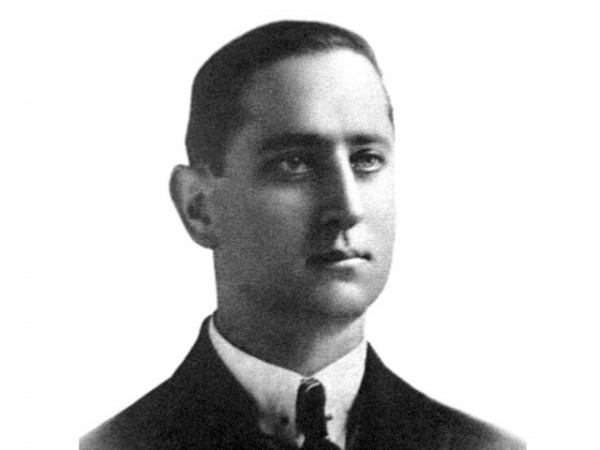
Fritz Essenfelder

En 1909, un grupo de jóvenes se reunió en el Clube Ginástico Teuto-Brasileiro Turnverein (Club de Gimnasia Teuto-Brasileño Turnverein – "Turnverein" es la palabra alemana para club de gimnasia), donde la comunidad de inmigrantes alemanes de Curitiba se reunía para practicar una variedad de deportes. En julio de ese año, un destacado miembro del club, Frederico "Fritz" Essenfelder, llegó con una pelota de cuero en la mano. Les explicó a sus amigos que era un balón de fútbol y les explicó las reglas de este nuevo juego. Fritz y sus amigos dentro del club comenzaron a organizar partidos en el campo del Quartel da Força Pública (Cuartel de la Policía Pública).
Más tarde, llegó una invitación para jugar un partido contra un club de trabajadores, muchos de ellos británicos, de la línea férrea de Ponta Grossa. El 12 de octubre de 1909, Fritz convocó una reunión en el antiguo Theatro Hauer (Teatro Hauer) para organizar el primer partido. Se tomó la decisión de formar un club de fútbol y se llamaría Teuto-Brasileiro. Teuto-Brasileiro sería el primer club de fútbol en el estado de Paraná.

### El primer partido

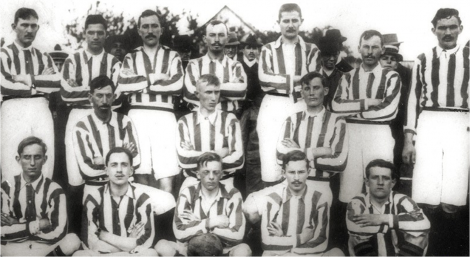
Primer partido

El 23 de octubre de 1909, en Ponta Grossa, el club tuvo su primer partido oficial. Los oponentes fueron el Clube de Foot Ball de Tiro Pontagrossense, compuesto por empleados de la South American Brazilian Engineering Company. El partido fue ganado por Tiro Pontagrossense, con un marcador de 1–0, el gol fue anotado por Elias Mota.
El equipo de Coritiba para el primer partido fue: Arthur Iwersen, Erothildes Carlberg, Leopoldo Obladen, Arthur Hauer, Alfredo Labsch, Alfredo Hauer, Walter Dietrich, Teodoro Obladen, Carlos Schleker, Roberto Juchks, Fritz Essenfelder, Johann Maschke, Waldemar Hauer, Alvin Hauer y Rudolf Kaastrup.

### Fundación del Club

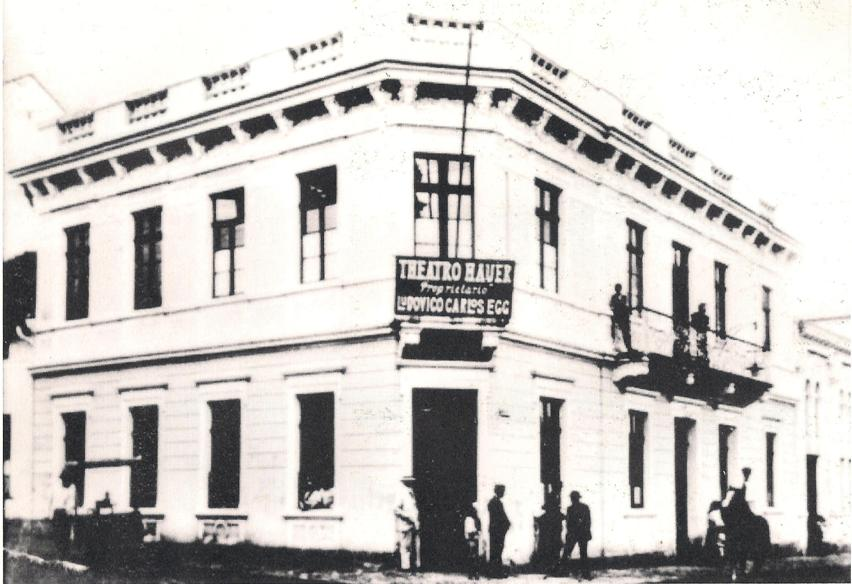
Teatro Hauer

Después del partido en Ponta Grossa, los fundadores y miembros del club estaban emocionados con el nuevo juego y decidieron dedicar su club exclusivamente al fútbol. Ya había más de 50 jugadores, muchos de ellos no descendientes de alemanes, sin embargo, el Clube Ginástico Teuto-Brasileiro Turnverein no permitía miembros no alemanes; esto llevó a la formación de un club separado (después de muchas discusiones celebradas en el Teatro Hauer a lo largo de diciembre de 1909). Finalmente, el 30 de enero de 1910, se formó el independiente Coritibano Foot Ball Club. El nombre fue elegido porque así es como el equipo había jugado en su primer partido en Ponta Grossa.
La primera reunión del club se llevó a cabo el 21 de abril de 1910, después de que habían adquirido todas las reglas del deporte (de Río de Janeiro y São Paulo). Durante esta reunión, se formó la primera Junta Directiva, nombrando a João Viana Seiler como presidente, a Arthur Hauer como vicepresidente, a José Júlio Franco y Leopoldo Obladen como primer y segundo secretario respectivamente, y a Walter Dietrich y Alvim Hauer como primer y segundo tesorero respectivamente. Fritz fue nombrado capitán del equipo. También durante esta reunión, se cambió el nombre del club, esta vez a Coritiba, después del antiguo nombre de la capital de Paraná. Esto fue para evitar confusiones con un club social en la ciudad llamado Coritibano. La fundación del Coritiba Foot Ball Club lanzó efectivamente el fútbol organizado en el estado de Paraná.

### Décadas de 1910 y 1920

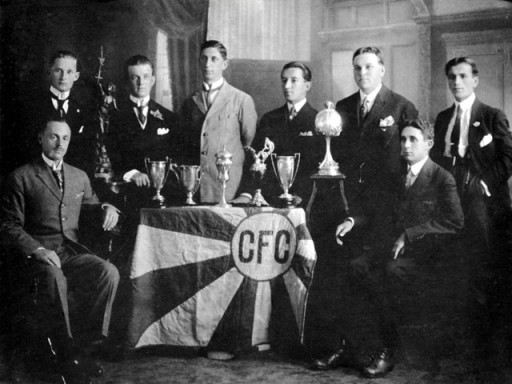
João Viana Seiler, primer presidente

Comenzó la búsqueda de un campo de fútbol y se eligió el Hipódromo do Guabirotuba (Circuito de Carreras de Caballos Guabirotuba). También fue el campo del Jockey Clube do Paraná hasta 1955. Se necesitaban gradas para acomodar a los espectadores y, después de que el nuevo estadio fuera adaptado para el fútbol, se llamó Prado de Guabirotuba. La inauguración tuvo lugar el 12 de junio de 1910, antes de un partido contra el Ponta Grossa Foot Ball Club (el nuevo nombre del Clube de Foot Ball de Tiro Pontagrossense). Coritiba ganó el partido 5–3. Fue el primer partido de fútbol en Curitiba y fue visto por 200 espectadores. Coritiba siguió jugando en Prado de Guabirotuba hasta 1917.
En 1915, Coritiba comenzó a competir tanto en el Campeonato da Cidade (Campeonato de la Ciudad) como en el campeonato estatal Campeonato Paranaense por 7 goles a nada. Ese año, el destacado jugador José Bermudes, más conocido como Maxambomba, se convirtió en el primer jugador de un equipo de Paraná en ser seleccionado para el equipo nacional de Brasil. Coritiba ganó el Torneio Afonso Camargo (Torneo Afonso Camargo) y, en 1917, el club comenzó a jugar en su nuevo estadio Parque da Graciosa en Juvevê, donde jugaron hasta 1932.
En 1920, Coritiba ganó el Torneio Início y, en 1921, lo ganaron nuevamente junto con el Torneio da Cruz Vermelha y el Torneio de Tiradentes. El 15 de agosto de 1921, el club venció al equipo del estado de São Paulo, la Seleção Paulista, por 1–0. El equipo del estado de São Paulo formaba la columna vertebral del equipo nacional de Brasil, por lo que esta victoria puso al fútbol en el estado de Paraná en el mapa nacional. El delantero Maxambomba y el centrocampista Gonçalo Pena fueron seleccionados para el equipo nacional de Brasil que jugó en el Campeonato Sudamericano 1921 (ahora llamado Copa América).
En 1924, comenzó la gran rivalidad estatal entre Coritiba y el Clube Atlético Paranaense. El 8 de junio de ese año, Coritiba venció a Atlético 6–3, con cuatro goles de Ninho. El 7 de noviembre de 1926, Coritiba venció a Paraná Sports 13–1, la mayor diferencia de goles en la historia del campeonato estatal de Paraná. Staco anotó cinco goles para Coritiba. En 1927, con Antônio Couto Pereira como presidente, Coritiba ganó de manera contundente el Campeonato Paranaense al ganar ocho de sus nueve partidos. Staco anotó siete goles en una victoria por 9–0 sobre Savoia. Ese mismo año, el club ganó tanto el Campeonato da Cidade como la Taça Fox.

### Décadas de 1930 y 1940

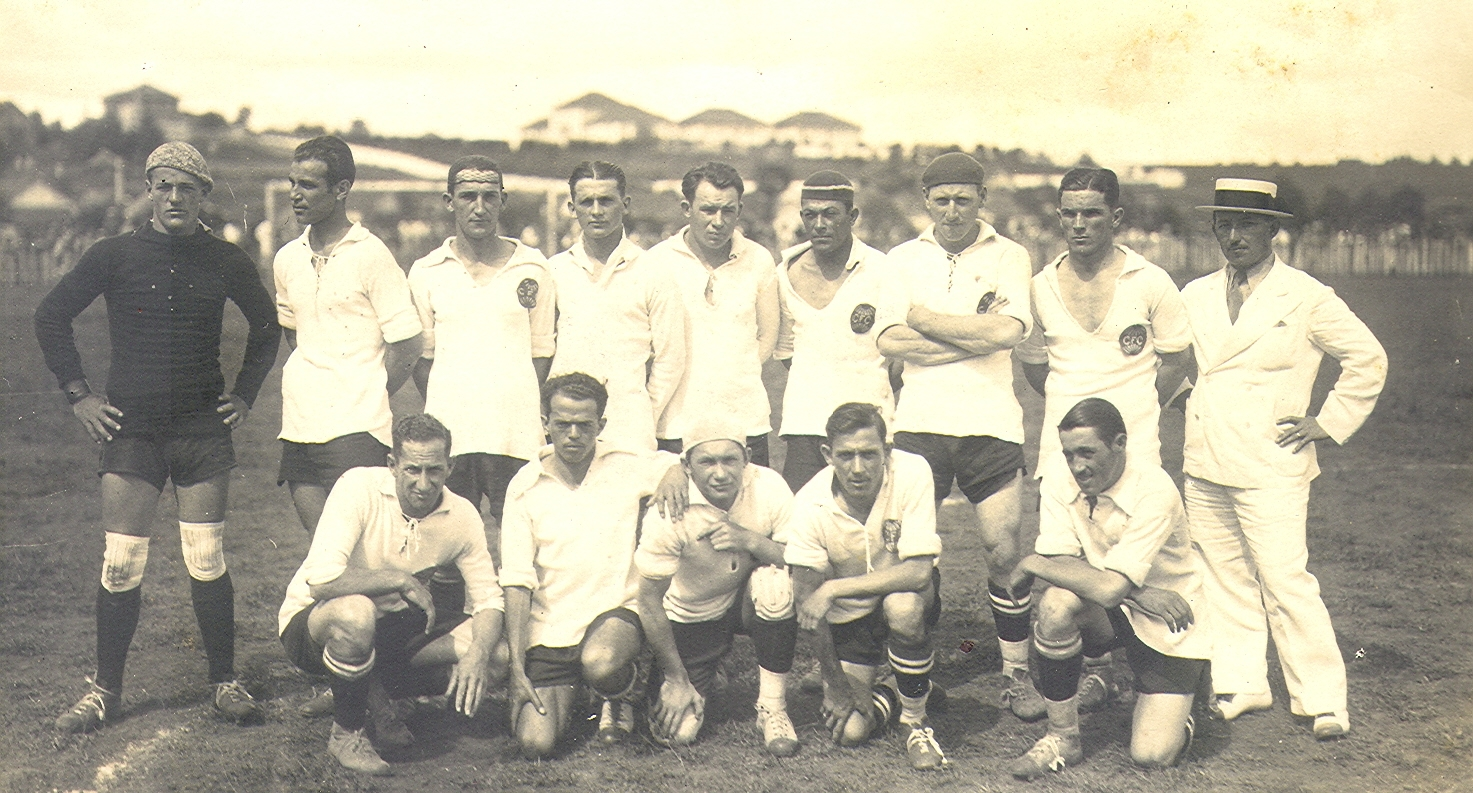
Coritiba 1931

En 1930, Coritiba ganó el Torneio Início. El 23 de noviembre, Coritiba venció a sus archirrivales Atlético-PR por 7–4, el partido con más goles en la competición. Al año siguiente, Coritiba ganó el Campeonato Paranaense y el Campeonato da Cidade. En la edición de 1931 del Campeonato Paranaense, se hizo historia durante un partido contra Palestra Itália.
Moaçir Gonçalves fue jugador-entrenador de Coritiba y se convirtió en el primer jugador negro de un equipo de la capital del estado. Había muchos jugadores negros en la década de 1930 en Brasil, pero Curitiba era una ciudad demográficamente dominada por inmigrantes alemanes, polacos y ucranianos, por lo que los jugadores negros eran raros. Con su equipo perdiendo 3–1, Moaçir Gonçalves se sustituyó a sí mismo y Coritiba ganó 5–4.
Otro personaje notable de esa temporada fue Rei, un joven recogebolas de Coritiba apodado Rei dos Vagabundos (Rey de los Vagos) debido a su actitud perezosa y relajada. Durante un entrenamiento para un partido dominical, el portero titular llegó tarde y el entrenador, Pizzatto, puso al joven Fontana en la portería. Asombró a todos con su actuación y fue inscrito de inmediato como jugador para el próximo partido. Debutó contra Atlético-PR en Baixada, y Coritiba ganó 1–0. José Fontana fue elegido el Hombre del Partido y pasó a ser conocido como 'El Rey'. Se convirtió en el primer portero del estado de Paraná en ser seleccionado para el equipo nacional.
En 1932, Coritiba ganó tanto el Torneio Início como el Torneio dos Cronista Esportivos. El 7 de agosto de 1932, Coritiba venció a Atlético-PR 6–1, como visitante y con un equipo suplente. El 19 de noviembre, Coritiba inauguró su nuevo estadio Belfort Duarte. El partido inaugural fue contra América-RJ, un equipo de Río que era el campeón defensor del Campeonato Carioca, el campeonato estatal de Río de Janeiro. Coritiba ganó 4–2 y comenzó un largo período de éxito, ganando muchos títulos, incluidos el campeonato de la ciudad, Campeonato da Cidade (1933, 1935 y 1939), el Campeonato Paranaense (1933, 1935 y 1939), el Torneio Arthur Friedenreich (1934) y el Torneio Início (1939).
El 23 de enero de 1941, Coritiba jugó su primer partido contra un equipo extranjero, empatando con Gimnasia y Esgrima La Plata de Argentina en Belfort Duarte. El 1 de febrero de 1942, Neno marcó siete goles en una victoria por 10–2 sobre Jacarezinho. El 18 de marzo, el club jugó un amistoso contra Avaí y ganó 4–1, el primer partido jugado de noche bajo luces en el estado de Paraná. En 1943, Coritiba ganó tanto el Torneio Imprensa como el Torneio Luis Aranha. En 1944, Coritiba ganó el Torneio Getúlio Vargas y, al año siguiente, el Torneio da Cidade de Curitiba. Durante este tiempo, Couto Pereira dejó la presidencia del club después de dos mandatos (un total de trece años). En 1946 y 1947, ganaron el Campeonato da Cidade y fueron campeones en dos ocasiones del Campeonato Paranaense. También en 1947, Coritiba ganó en las cuatro categorías del Campeonato Paranaense (aspirantes, amateur, juvenil y profesional) y fue apodado Campeoníssimo. El 12 de julio de 1949, Coritiba jugó su primer partido contra un club de fuera de América continental. Vencieron a Rapid Vienna de Austria por 4–0 en Vila Capanema. Rapid Vienna era el campeón nacional austriaco en ese momento.

### Décadas de 1950 y 1960

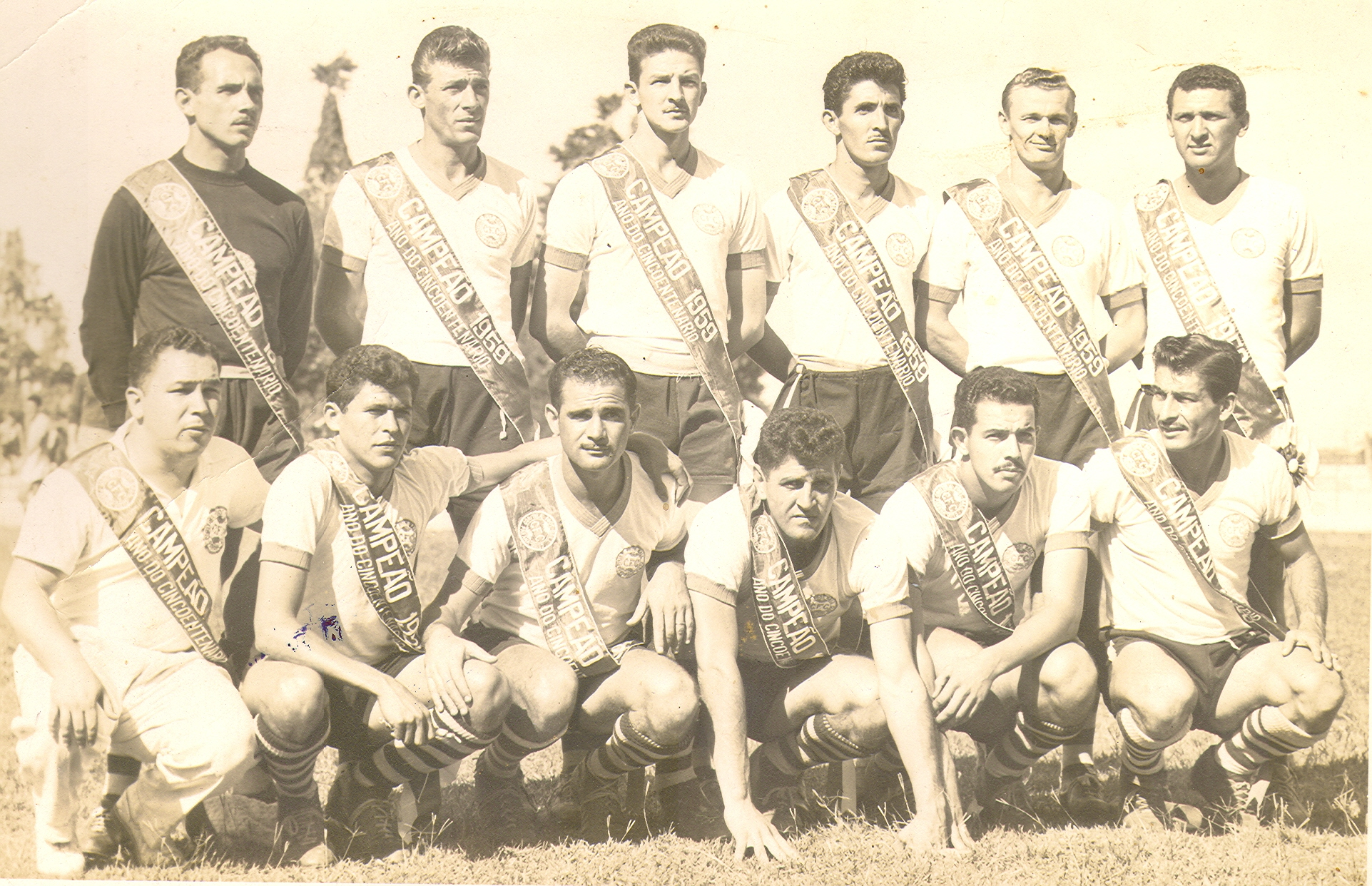
Coritiba 1959

La década de 1950 fue exitosa para Coritiba. El club ganó el Torneio Triangular de Curitiba en 1950, y el Torneio Quadrangular Interestadual y el Torneio Quadrangular de Londrina en 1953. Ganaron el Campeonato Paranaense seis veces: 1951, 1952, 1954, 1956, 1957 y 1959.
En 1960, Coritiba ganó nuevamente el Campeonato Paranaense. Ese año, el club perdió el famoso juego de la moneda ante Grêmio por el título de la Taça Brasil. Después de tres empates entre los clubes, el título se decidió lanzando una moneda. En 1967, Evangelino da Costa Neves se convirtió en el nuevo presidente de Coritiba y permaneció en el cargo durante más de veinte años. El 6 de agosto, Coritiba derrotó a Atlético Madrid de España en Belfort Duarte 3–2, con tres goles de Walter. El 12 de diciembre, Coritiba venció al equipo nacional de Hungría 1–0 en Belfort Duarte.
En 1968, Coritiba puso fin a una sequía de ocho años sin títulos cuando se consagró campeón del Campeonato Paranaense, ganando también el Torneio Internacional de Verão. El 2 de junio, Coritiba jugó contra Nápoles de Italia, en Belfort Duarte. El 13 de noviembre, Coritiba jugó contra la selección nacional de Brasil, perdiendo 2–1.
En 1969, Coritiba emprendió su primera gira internacional, jugando amistosos en Alemania, Austria, Bulgaria, los Países Bajos y Bélgica, y participando en el III Torneio Cidade de Murcia (III Torneo en Murcia), en España. El club ganó la Copa Pierre Colon en Francia también. Coritiba se enfrentó a equipos como el Valencia de España, el Borussia Dortmund de Alemania, el Burdeos de Francia, el Feyenoord de los Países Bajos, el Austria Viena de Austria, el Levski Sofia de Bulgaria y el R.S.C. Anderlecht de Bélgica.
| \| - Krüger, el "Flecha Loira": Una vida dedicada a Coritiba.[27] - Fedato, la "Estampilla Rubia": Fue el defensor más grande de la historia de Coritiba y del fútbol paranaense.[28] - Duílio: Fue el máximo goleador de la historia de Coritiba y del Campeonato Paranaense.[29] - Miltinho: Durante 13 años, fue titular de Coritiba y de todo el equipo estatal de Paraná[30] \| |
| - Krüger, el "Flecha Loira": Una vida dedicada a Coritiba. - Fedato, la "Estampilla Rubia": Fue el defensor más grande de la historia de Coritiba y del fútbol paranaense. - Duílio: Fue el máximo goleador de la historia de Coritiba y del Campeonato Paranaense. - Miltinho: Durante 13 años, fue titular de Coritiba y de todo el equipo estatal de Paraná                       |

### Década de 1970

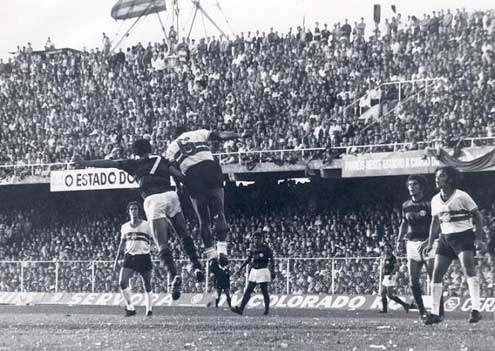
Atletiba, 1972

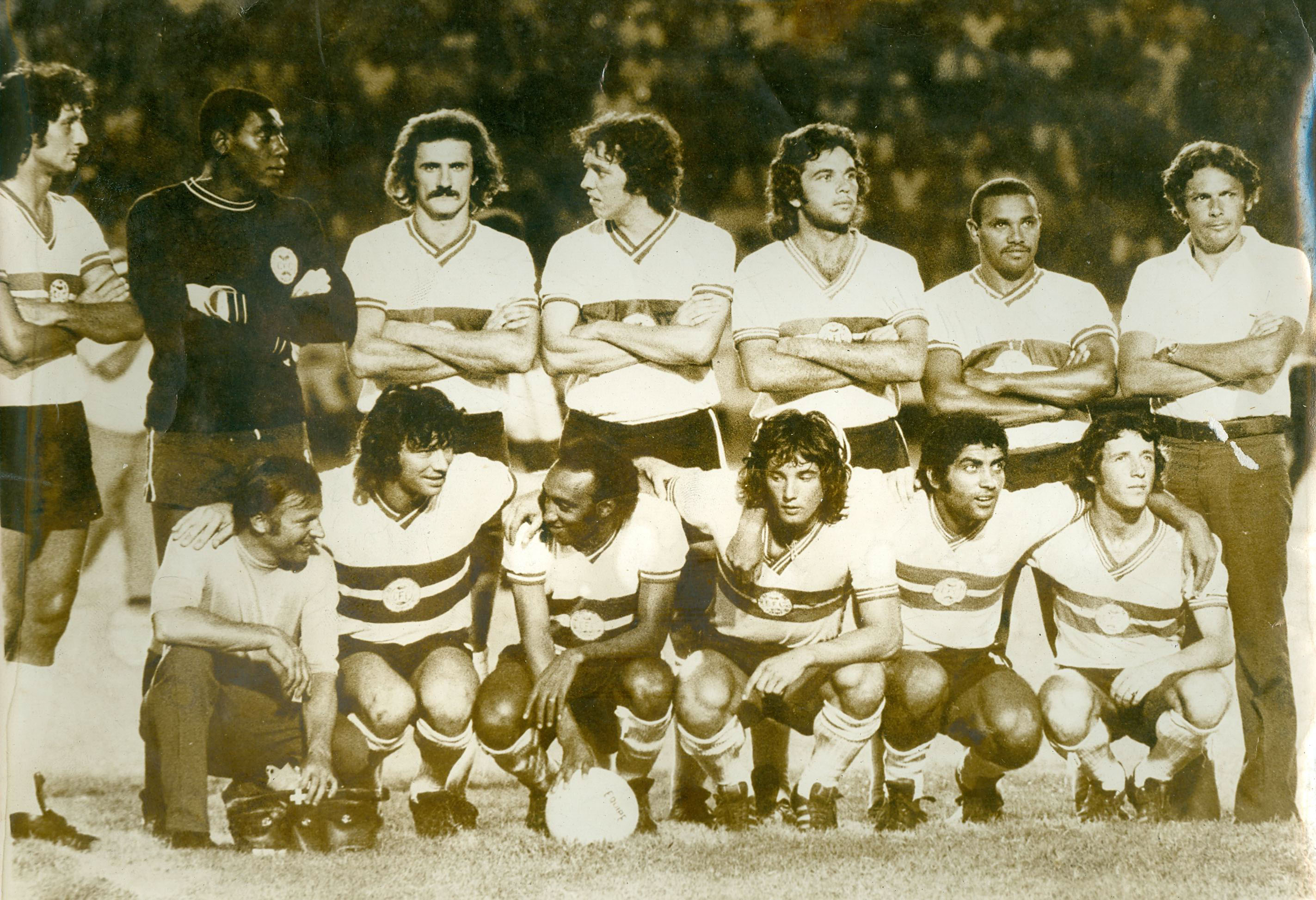
Coritiba 1973

En 1970, con el objetivo de movilizar a sus fanáticos y aumentar sus finanzas para la expansión del Estadio Belfort Duarte, el presidente Evangelino adoptó la estrategia utilizada por los rivales Atlético-PR, realizando algunas contrataciones importantes. La primera ola incluyó jugadores como Rinaldo (Palmeiras), Joel Mendes (Santos) y Hidalgo (XV de Piracicaba). El club emprendió otra gira internacional, esta vez jugando contra clubes en Francia, Yugoslavia, Argelia, Rumania y Portugal, así como contra la selección nacional de Argelia y Sporting CP. Coritiba ganó el Torneio Internacional de Verão en 1970 y 1971.
En 1971, Coritiba comenzó lo que se conoce como La Década Dorada, ganando seis campeonatos estatales consecutivos (en 1971, 1972, 1973, 1974, 1975 y 1976) – un récord en la historia del fútbol del estado de Paraná. El 18 de enero de 1971, Coritiba jugó contra la selección nacional de Francia, que acababa de vencer a Argentina, en Belfort Duarte y ganó 2–1.
En 1972, en una tercera gira internacional, el club jugó amistosos en Argelia y Marruecos, y participó en un torneo en Turquía. En esta gira, Coritiba jugó contra Fenerbahçe, así como contra las selecciones nacionales de Turquía y Marruecos. Regresando invictos a Coritiba, recibieron la Fita Azul. En el mismo año, Coritiba jugó contra Benfica de Portugal y las selecciones nacionales de Hungría y Congo en Belfort Duarte.
En 1973, Coritiba ganó el Torneio do Povo, convirtiéndose en el primer equipo del sur de Brasil en ganar un título nacional. El 18 de junio, Coritiba venció al equipo nacional de Paraguay 1–0 en Belfort Duarte. Coritiba ganó el Quadrangular de Goiás en 1975 y la Taça Cidade de Curitiba/Taça Clemente Comandulli en 1976 y 1978. En 1977, el nombre del estadio Belfort Duarte se cambió a Major Antônio Couto Pereira, y en 1978 y 1979, Coritiba ganó dos Campeonatos Paranaense. El club cerró la década de 1970 con ocho campeonatos estatales y, en 1979, terminó en tercer lugar en el Brasileirão nacional.
| - Jairo, el "Pantera": Fue el jugador que vistió la camiseta del club más veces. |

### Década de 1980
En 1980, Coritiba terminó en cuarto lugar en el Brasileirão, venciendo tanto a Ferroviário como a Desportiva con un marcador de 7–1. Sin embargo, después de esto, Coritiba se encontró con una crisis administrativa y financiera, dejando al equipo sin títulos importantes hasta 1985.
En 1981, el club ganó un Quadrangular do Trabalhador y, debido a las malas campañas en el Campeonato Paranaense, participó en 1981 y 1983 en la Taça da Prata, la segunda división del Brasileirão. En 1983, ganaron el Torneio Ak-Waba, de Costa de Marfil. En este torneo, Coritiba jugó dos veces contra la selección nacional de Bulgaria, porque los búlgaros, no desanimados después de perder el primer partido 2–0, desafiaron a Coritiba a un segundo partido. Este terminó en empate 1–1. En 1984, Coritiba regresó al Brasileirão y participó en el Campeonato Brasileiro, terminando en octavo lugar.

#### 1985 – Campeón del Brasileirão

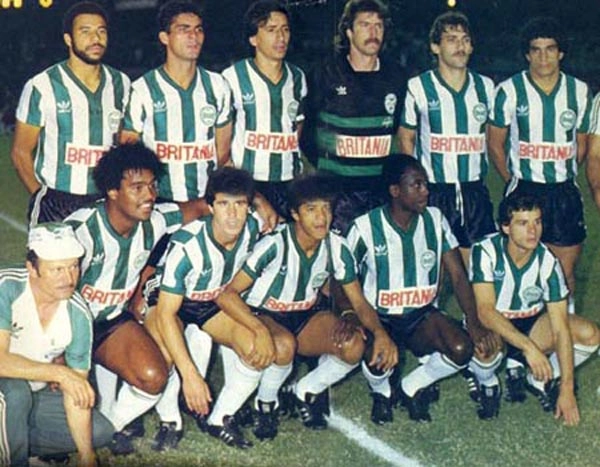
Coritiba - Campeón del Brasileirão

1985 fue el año de mayor gloria para el fútbol tanto en Coritiba como en Paraná hasta ese momento. Desacreditado, el club, comandado por Ênio Andrade, superó los desafíos y venció al equipo brasileño, ganando en penales contra Bangu en el Maracaná. Los fanáticos de Vasco, Flamengo, Fluminense y Botafogo asistieron para apoyar a Bangu, sumando más de 91,000 fanáticos.
En el mismo año de su título nacional, Coritiba también ganó el Torneio Maurício Fruet, además de participar en dos partidos amistosos contra Cerro Porteño. Empataron 0–0 en su primer amistoso, celebrado en Asunción (Paraguay), pero ganaron el segundo 2–0 en Couto Pereira.
En 1986, Coritiba jugó la Copa Libertadores de América, convirtiéndose en el primer equipo del estado en ganar la competición. En este año, Coritiba ganó el Campeonato Paranaense. En 1987, Coritiba fue invitado a unirse al Clube dos 13 y participar en la Copa União.
En 1989, Coritiba ganó el Campeonato Paranaense. En este año, tuvieron una buena campaña en el Brasileirão, pero se negaron a aceptar un cambio en el calendario de juego que implicaba que el club jugaría el día antes de enfrentarse a Vasco da Gama, su principal oponente en su grupo. Coritiba, por lo tanto, no fue al partido contra Santos, que se suponía que se celebraría en Juiz de Fora, y fue castigado por la CBF con una derrota automática de 1–0, la pérdida de cinco puntos y así descendió a la Serie B. El 18 de junio, Coritiba venció al equipo nacional de Japón 1–0 en Couto Pereira.

### Década de 1990
En el año 1990, aún se sentía el drama del año anterior. El club entró en una nueva crisis que abarcó la primera mitad de la década. Sin embargo, Coritiba tuvo un buen desempeño en la Copa do Brasil de 1991, llegando a las semifinales. Después de dos años en la Serie B, en 1992, Coritiba ascendió nuevamente de división, pero volvió a descender en 1993. En 1995, con una derrota ante Matsubara, Evangelino Neves se vio obligado a dejar el club. Édison Mauad, Sérgio Prosdócimo y Joel Malucelli asumieron la presidencia y lucharon por vencer las dudas públicas sobre el club. Tuvieron éxito, y Coritiba regresó a la Serie A.
Sin embargo, en la competición estatal, la racha ganadora de Coritiba llegó a su fin. Estuvieron cerca en 1995 en una emocionante final contra el rival Paraná (equipo), pero desafortunadamente Coritiba perdió el partido, que se celebró en Pinheirão, por 1–0. El equipo estuvo cerca nuevamente en 1996, pero no llegó a la final.
En 1997, Coritiba fue campeón del Festival Brasileiro de Futebol. Aunque el campeonato no tenía la misma consideración que otros que habían ganado anteriormente, el club estaba luchando, por lo que el título fue muy bien celebrado por los fanáticos de Coritiba. Al año siguiente, el 19 de enero, Coritiba ganó 3–1 en un amistoso contra la selección nacional de Jamaica, que un mes después participaría en la Copa del Mundo. En el Brasileirão de 1998, Coritiba tuvo un gran rendimiento, terminando la primera fase en tercer lugar. Sin embargo, en la fase eliminatoria, fueron eliminados por Portugal, terminando la competición en sexto lugar.
En 1999, Coritiba regresó al Campeonato Paranaense, ganando el título estatal después de nueve años.

### Década de 2000
En 2001, Coritiba tuvo un buen primer semestre, siendo subcampeón de la Copa Sul-Minas (Copa Sur-Minas) y llegando a las semifinales de la Copa do Brasil. Pero en el Campeonato Paranaense, el club fue eliminado en las semifinales, nuevamente por Paraná. Fernando Miguel anotó un gol para Coritiba en el minuto 93 (48vo minuto del segundo tiempo).
En 2002, después de un mal comienzo, Coritiba mejoró a lo largo de la temporada. Sin embargo, perdieron contra Gama en cuartos de final del Campeonato Brasileño.
En 2003, además de ser campeones invictos del Campeonato Paranaense, terminaron quintos en el Brasileirão y se les permitió jugar en la Libertadores da América al año siguiente.
En 2004, ganaron nuevamente el Campeonato Paranaense y participaron en las Copas Sul-Americana y Libertadores da América.
En 2005, después de una mala campaña en el Campeonato Brasileño, el equipo descendió a la Série B de la competición. En ese año, Coritiba tuvo el cuarto promedio de asistencia más alto del torneo, con 18 106 por partido.
En 2006, el entrenador Marcio Araújo llegó a Coritiba, y más tarde Estevam Soares. Después de ser eliminados del Campeonato Paranaense y la Copa do Brasil, Estevam fue despedido y reemplazado por Paulo Bonamigo. Durante el Campeonato, Coritiba ganó varias rondas, pero terminó el campeonato en sexto lugar, por lo que no ascendieron a la Serie A.
En 2007, Guilherme Macuglia fue el nuevo entrenador. Estuvo a cargo durante el Campeonato Paranaense, la Copa do Brasil y parte del Campeonato Brasileiro. En julio de 2007, Renê Simões fue contratado como nuevo entrenador después del despido de Macuglia. Durante este período, se revelaron jugadores como el defensor Henrique, los centrocampistas Marlos y Pedro Ken, y el delantero Keirrison, así como jugadores como Gustavo, Túlio y el portero Edson Baston. El 3 de noviembre, con cuatro juegos de anticipación, Coritiba regresó a la Serie A de Brasileirão, empatando con Vitória en Couto Pereira. El 24 de noviembre, en su último juego, con una victoria contra Santa Cruz en el Estádio do Arruda, Coritiba fue campeón de la Serie B en 2007.
En 2009, Coritiba descendió a la Serie B después de un empate con Fluminense, resultado que desencadenó una riña deportiva en el estadio que dejó 18 heridos, daños de R$500 mil y 6 fanáticos de Coritiba en prisión.

### Década de 2020
En mayo de 2023, después de realizar la transición a una Sociedade Anônima do Futebol, el club anunció que había llegado a un acuerdo para vender el 90 % de sus acciones a Treecorp, una private equity con sede en la Avenida Faria Lima.

## Estadio

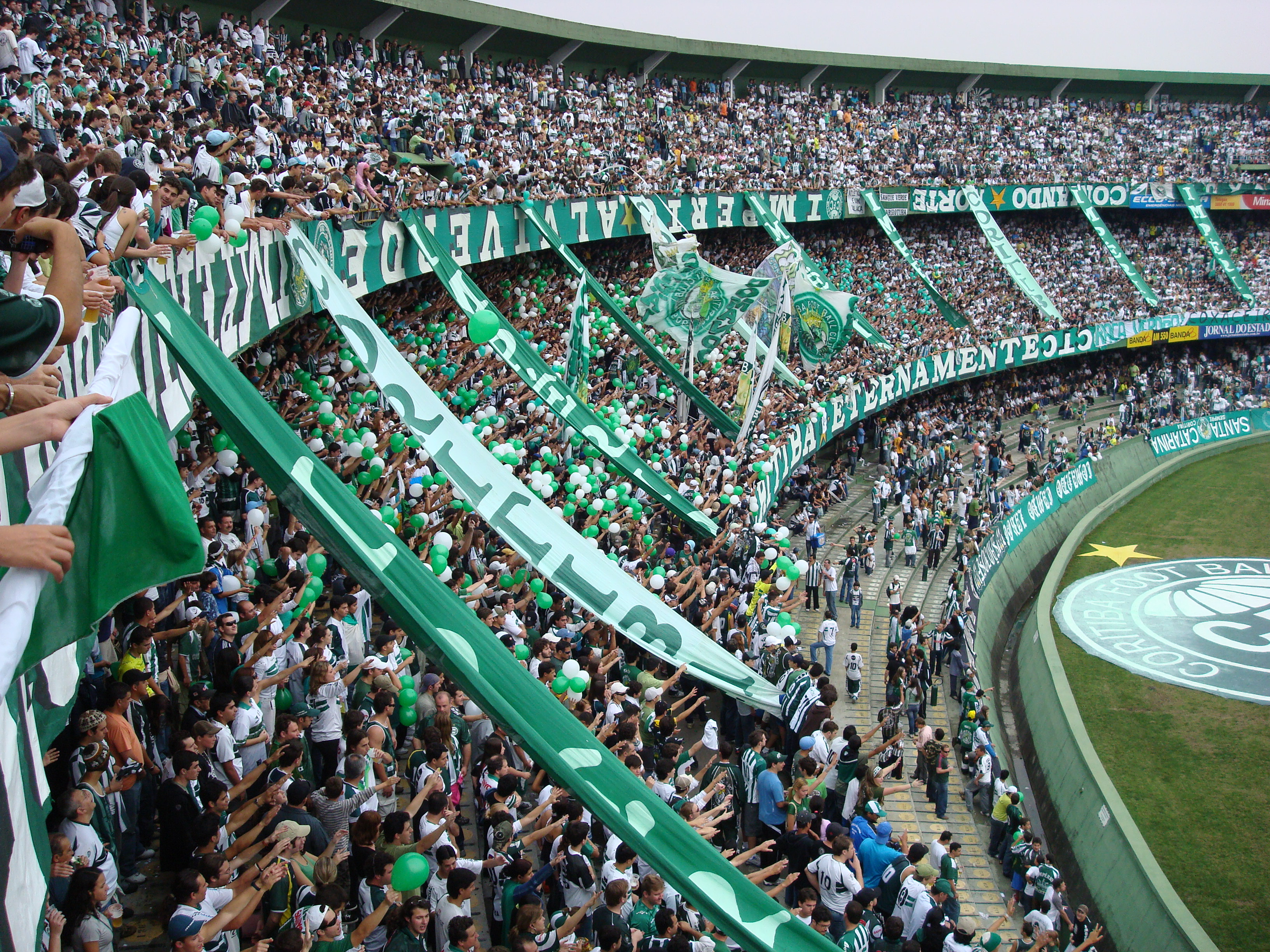
Una hora antes del partido entre Coritiba y Ceará en el Campeonato Brasileiro 2007.

El Estadio Mayor Antonio Couto Pereira es la casa de la nación “coxa-branca” (muslo blanco). Fue inaugurado en 1932 con el nombre de "Estadio Belfort Duarte" y a lo largo de su historia pasó por transformaciones para acompañar el crecimiento de la ciudad.
El Couto, como es llamado, queda ubicado en el barrio Alto da Glória, próximo al centro comercial de la ciudad.

Estadio Couto Pereira.

Su vecindad es predominantemente residencial y con pequeños comercios. Tiene capacidad para 37 mil personas, cuenta con estructuras de alimentación, tiendas y espacios de recreación. Cuenta con césped y un sistema de seguridad.
Los aficionados do Coritiba es también uno de los más tradicionales en el estado. En 1939, Pinha (Luis Vila), exarquero del Coritiba, hizo la primeira ultras del estado de Paraná.
Coritiba tiene dos grupos de aficionados: la principal, Império Alviverde. Y también tiene la Mancha Verde.
En 1977, un grupo de amigos tomaron dos banderas para el Atle-Tiba. Durante un tiempo, este grupo de amigos fueron al estadio solo para llevar la bandera, a Camisa Zero llamó ellos para unirse a ellos. Les gustó, e hizo un grupo de aficionados para sí mismos. Luego, el 2 de octubre de 1977, nació Império Alviverde.
Mancha Verde se fundó el 23 de julio de 1984, pero fue abolida en 1994. El Mancha Verde de Coritiba renació en 2005.

## Uniforme
- Uniforme titular: Camiseta blanca con dos franjas horizontales verdes, pantalón negro y medias blancas.
- Uniforme suplente: Camiseta con rayas verticales verdes y blancas, pantalón blanco y medias negras.
- Uniforme alternativa: Camiseta blanca con franjas horizontales grises, pantalón negro y medias blancas.

### Evolución del uniforme
| 1980      | 1988      | 1993-1995 | 1996 | 1997-1998 | 2013 | 2014 | 2015 | 2016-2017 |
| 2017-2018 | 2018-2019 | 2020      | 2021 | 2022      | 2023 | 2024 |      |           |

### Indumentaria
| Período       | Proveedores |
| ------------- | ----------- |
| 1980          | Penalty     |
| 1981 - 1987   | Adidas      |
| 1987 - 1988   | Umbro       |
| 1989 - 1990   | Campeã      |
| 1990 - 1996   | Umbro       |
| 1997 - 2005   | Penalty     |
| 2006 - 2007   | Diadora     |
| 2008 - 2011   | Lotto       |
| 2012 - 2016   | Nike        |
| 2016 - 2018   | Adidas      |
| 2018 - 2023   | 1909        |
| 2024-presente | Diadora     |

| Período     | Patrocinador         |
| ----------- | -------------------- |
| 1985        | Britânia             |
| 1986        | Romani S.A.          |
| 1987        | Müller               |
| 1987 - 1991 | Coca-Cola            |
| 1993        | Bauducco             |
| 1994        | Renner Herrmann S.A. |
| 1995 - 2000 | Sanyo                |
| 2001 - 2002 | TIM                  |
| 2004 - 2005 | Claro                |
| 2006        | Radial               |
| 2007        | Mastercorp Ribbons   |
| 2007 - 2009 | Previsul Seguradora  |
| 2009        | Positivo Informática |
| 2010 - 2012 | Banco BMG            |
| 2013 - 2018 | Caixa                |
| 2019 - 2020 | Paraná Banco         |
| 2021 - 2023 | Neodent              |
| 2024        | Reals                |

## Símbolos

### Nombre
Su nombre hace referencia a la capital de Paraná, según la ortografía adoptada en ese momento: Coritiba. La ortografía actual y oficial de la ciudad se estableció en 1919, diez años después de la fundación del club. Pero, en nombre de una vieja y honorable tradición, el club mantuvo su ortografía original. Lo mismo ocurre con los términos foot ball y club, incorporados en inglés debido a la falta de equivalentes similares en el idioma portugués en ese momento.

### Colores

Bandera del Estado de Paraná

Sus colores, el verde y el blanco, hacen referencia a los colores de la bandera del estado de Paraná.
Fundado el 12 de octubre de 1909, el Coritiba es el club "alviverde" más antiguo del fútbol brasileño y uno de los más antiguos del mundo.

### Escudo
Según el 9º párrafo del Capítulo II del Estatuto del club, el emblema está compuesto por un círculo, simbolizando el globo terrestre; en las partes superior e inferior, hay un diseño de rayas, recordando las capas polares en relieve; alrededor del círculo, dentro de dos líneas periféricas paralelas, está escrito el nombre CORITIBA FOOT BALL CLUB, completo, con la palabra PARANÁ en la parte inferior; y, con énfasis en el centro del globo, las iniciales CFC.
El Coritiba-SE de Sergipe, el Comercial de Viçosa de Alagoas, el São Bento de Santa Catarina, el Castanheira de Santa Luzia, el Cristo Redentor de Caxias do Sul, el Coritiba de Erechim, el Coritiba de Carlópolis, el Coritiba de Parelhas, el Coritiba de Santo Antônio, así como el Olaria, equipo de fútbol amateur de Curitiba, han tenido sus escudos inspirados en el de Coritiba.

### Bandera
Está allí, en el Capítulo II, Artículo 8º del Estatuto del Club: "El pabellón de Coritiba tiene su emblema destacado en el ángulo superior izquierdo, desde donde salen trazos representando rayos alternados en los colores verde y blanco, ocupando todo el espacio".
La bandera se ha convertido en una imagen de Coritiba, que encierra toda la tradición y grandeza que hacen del Coxa una de las grandes potencias del fútbol en el país.
El pabellón de Coritiba es una de las marcas más bellas en la vida del Club, ya sea por su origen o representatividad. Donde quiera que vaya, el aficionado al Coxa lleva orgulloso su bandera, símbolo de amor a su Club. Así como hace más de un siglo, la bandera de nuestro Glorioso ostenta el mismo significado: "Coritiba, tú eres el sol que ilumina mi camino".

### Mascota
El equipo de Coritiba está representado por un simpático anciano de ascendencia alemana, cariñosamente llamado "Vovô Coxa" en honor al fotógrafo y seguidor del club Max Kopf. El club es el más antiguo de Paraná, habiendo cumplido 100 años el 12 de octubre de 2009. La mascota representa, así, el origen y toda la tradición de Coritiba y del fútbol en el estado de Paraná.

## Jugadores

### Plantilla 2025

#### Altas y bajas 2025 (otoño)
| Altas      | Altas    | Altas            | Altas               | Altas       |
| Jugador    | Posición | Procedencia      | Tipo                | Costo       |
| ---------- | -------- | ---------------- | ------------------- | ----------- |
| Jacy       | Volante  | Operário-PR      | Transferencia.      | R$1.250.000 |
| Wallisson  | Volante  | Moreirense       | Préstamo.           | --          |
| Alex Silva | Defensa  | Mirassol         | Préstamo.           | --          |
| Zeca       | Defensa  | Agente libre     | Libre.              | --          |
| Bernardo   | Volante  | Inter de Limeira | Vuelta de préstamo. | --          |

| Bajas           | Bajas          | Bajas    | Bajas          | Bajas |
| Jugador         | Posición       | Destino  | Tipo           | Costo |
| --------------- | -------------- | -------- | -------------- | ----- |
| Jorge           | Volante        | Blumenau | Transferencia. | --    |
| Matheus Bianqui | Centrocampista | Mirassol | Préstamo.      | --    |

## Entrenadores
- Moacyr Gonçalves (?–junio de 1934)[77]
- Cuka (junio de 1934–?)[77]
- Hummel Guimarães (1941–agosto de 1942)[78][79][80]
- Joaquim Loureiro (enero de 1945–marzo de 1949)[81][82][83]
- Darío Letona (marzo de 1949–abril de 1949)[83][84]
- Tonico (interino- febrero de 1952–marzo de 1952)[85]
- Eugenio Vani (marzo de 1952–junio de 1953)[86][87]
- Lula (junio de 1953–octubre de 1953)[87][88]
- Tonico (octubre de 1953–marzo de 1954)[89][90]
- Nuno Fernandes (marzo de 1954–agosto de 1954)[90][91][92]
- Arion Cornelsen (agosto de 1954–?? de 1954)[91][92]
- Aroldo Veiga (septiembre de 1954–octubre de 1954)[93][94]
- Arion Cornelsen (interino- octubre de 1954–?)[94]
- Sinforiano García (julio de 1961–noviembre de 1961)[95][96]
- Miguel Checchia (interino- noviembre de 1961–?)[96]
- Jaguanhara Torres (enero de 1964–?)[97]
- Zinder Lins (octubre de 1964–?)[98]
- Francisco Sarno (mayo de 1968-?)[99]
- Filpo Núñez (diciembre de 1969–agosto de 1970)[100][101]
- Mauro Ramos (agosto de 1970–marzo de 1971)[102][103]
- Lanzoninho (interino- marzo de 1971–abril de 1971)[103]
- Tim (abril de 1971–diciembre de 1971)[104][105]
- Aymoré Moreira (enero de 1972–marzo de 1972)[106][107]
- Lanzoninho (marzo de 1972–enero de 1973)[107][108]
- Tim (enero de 1973–enero de 1974)[109][110]
- Lanzoninho (enero de 1974–marzo de 1974)[110][111]
- Yustrich (marzo de 1974–abril de 1974)[112][113]
- Hidalgo (interino- abril de 1974–julio de 1974)[114][115]
- Armando Renganeschi (julio de 1974–marzo de 1975)[116][117]
- Diede Lameiro (marzo de 1975–?)[118]
- Hélio Alves (inteirno- agosto de 1975)[119]
- Paulinho de Almeida (agosto de 1975–octubre de 1975)[119][120]
- Hélio Alves (octubre de 1975–?)[121]
- Dino Sani (julio de 1976–diciembre de 1976)[122][123]
- Mário Juliato (enero de 1980–julio de 1980)[124][125]
- Daltro Menezes (julio de 1980–?)[125]
- Nicanor de Carvalho (?–octubre de 1986)[126]
- Dirceu Kruger (interino- octubre de 1986–?)[126]
- Borba Filho (abril de 1987–julio de 1987)[127][128]
- Pedro Rocha (agosto de 1987–?)[129]
- Valdir Espinosa (1988)[130]
- Rubens Minelli (?–febrero de 1998)[131]
- Nedo Xavier (interino- febrero de 1998)[131]
- Júlio Cezar Leal (febrero de 1998–?)[131]
- Valdir Espinosa (1998)[130][132]
- Darío Pereyra (1998)[133]
- Mauro Fernandes (?–abril de 1999)[134]
- Abel Braga (abril de 1999–?)[135]
- Paquito (junio de 2000–agosto de 2000)[136]
- Fito Neves (agosto de 2000–septiembre de 2000)[137][138]
- Paquito (interino- septiembre de 2000)[138]
- Ivo Wortmann (septiembre de 2000–agosto de 2001)[139][140][141]
- Paquito (interino- agosto de 2001)[142]
- Ricardo Gomes (agosto de 2001–septiembre de 2001)[141][143]
- Ivo Wortmann (septiembre de 2001–diciembre de 2001)[143][144]
- Joel Santana (diciembre de 2001–abril de 2002)[144][145]
- Edson Gonzaga (interino- abril de 2002)[145]
- Paulo Bonamigo (abril de 2002–diciembre de 2003)[146][147]
- Antônio Lopes (diciembre de 2003–mayo de 2005)[148][149]
- Cuca (mayo de 2005–octubre de 2005)[150][151]
- Antônio Lopes Júnior (interino- octubre de 2005)[151][152]
- Cláudio Marques (interino- octubre de 2005)[153]
- Márcio Araújo (octubre de 2005–febrero de 2006)[154][155]
- Estevam Soares (marzo de 2006–mayo de 2006)[156][157]
- Paulo Bonamigo (mayo de 2006–noviembre de 2006)[157][158]
- Gilberto Pereira (diciembre de 2006–enero de 2007)[159][160]
- Guilherme Macuglia (enero de 2007–junio de 2007)[161][162]
- Renê Simões (junio de 2007–noviembre de 2007)[163][164]
- Ivo Wortmann (diciembre de 2008–abril de 2009)[165][166]
- Edison Borges (interino- abril de 2009)[166]
- René Simões (abril de 2009–agosto de 2009)[167][168]
- Ney Franco (agosto de 2009–septiembre de 2010)[169][170]
- Marcelo Oliveira (noviembre de 2010–septiembre de 2012)[171][172]
- Marquinhos Santos (septiembre de 2012–septiembre de 2013)[172][173]
- Marcelo Serrano (interino- septiembre de 2013)[173]
- Péricles Chamusca (septiembre de 2013–noviembre de 2013)[174][175]
- Tcheco (interino- noviembre de 2013–diciembre de 2013)[175][176]
- Dado Cavalcanti (diciembre de 2013–marzo de 2014)[177][178]
- Celso Roth (abril de 2014–agosto de 2014)[179][180]
- Marquinhos Santos (agosto de 2014–junio de 2015)[181][182]
- Ney Franco (junio de 2015–noviembre de 2015)[182][183]
- Pachequinho (interino- noviembre de 2015/noviembre de 2015–diciembre de 2015)[184][185]
- Gilson Kleina (diciembre de 2015–junio de 2016)[186][187]
- Paulo César Carpegiani (agosto de 2016–febrero de 2017)[188][189]
- Pachequinho (interino- marzo de 2017–mayo de 2017/mayo de 2017–julio de 2017)[190][191][192]
- Marcelo Oliveira (julio de 2017–diciembre de 2017)[193][194]
- Sandro Forner (diciembre de 2017–abril de 2018)[195][196]
- Eduardo Baptista (abril de 2018–agosto de 2018)[197][198]
- Tcheco (interino- agosto de 2018–septiembre de 2018)[199]
- Argel Fucks (septiembre de 2018–febrero de 2019)[200][201]
- Matheus Costa (interino- febrero de 2019)[202]
- Umberto Louzer (febrero de 2019–septiembre de 2019)[203][204]
- Jorginho (septiembre de 2019–diciembre de 2019)[205][206]
- Eduardo Barroca (diciembre de 2019–agosto de 2020)[207][208]
- Jorginho (agosto de 2020–octubre de 2020)[209][210]
- Pachequinho (interino- octubre de 2020)[211][212]
- Rodrigo Santana (octubre de 2020–diciembre de 2020)[213][214]
- Pachequinho (interino- diciembre de 2020–enero de 2021)[214]
- Gustavo Morínigo (enero de 2021–agosto de 2022)[215][216]
- Guto Ferreira (agosto de 2022–diciembre de 2022)[217][218]
- António Oliveira (diciembre de 2022–abril de 2023)[219][220]
- Antônio Carlos Zago (abril de 2023–junio de 2023)[221][222]
- Thiago Kosloski (interino- junio de 2023–julio de 2023/julio de 2023–noviembre de 2023)[222][223][224]
- Guilherme Bossle (interino- noviembre de 2023)[224]
- Guto Ferreira (noviembre de 2023–mayo de 2024)[225][226]
- James Freitas (interino- mayo de 2024–junio de 2024)[226]
- Fábio Matias (junio de 2024–julio de 2024)[227][228]
- Guilherme Bossle (interino- julio de 2024)[228]
- Jorginho (julio de 2024–noviembre de 2024)[229][230]
- Guilherme Bossle (interino- noviembre de 2024)[230]
- Mozart (noviembre de 2024–presente)[6]

## Denominaciones
- Teuto-Brasileiro: (1909) Nombre oficial en su fundación
- Coritibano Foot Ball Club: (1910)
- Coritiba Foot Ball Club: (1910–presente)

## Rivalidades
Su clásico rival es el Athletico Paranaense, con quien disputa el Athletiba, considerado el clásico más grande del estado y una de las mayores rivalidades brasileñas. En 100 años de historia, ya jugaron 359 partidos: Coritiba ganó 138, Athletico ganó 115 y empataron 106 veces.
En menor medida, mantiene rivalidad con el Paraná Clube, denominado Paratiba.

## Palmarés
Títulos nacionales
| Competición nacional | Títulos                        | Subcampeonatos |
| -------------------- | ------------------------------ | -------------- |
| Serie A (1/1)        | 1985                           |                |
| Copa de Brasil (0/2) |                                | 2011, 2012     |
| Serie B (2/1)        | 2007, 2010 (Récord compartido) | 1995           |

Títulos estaduales
| Competición estadual            | Títulos | Subcampeonatos |
| ------------------------------- | --- | --- |
| Campeonato Paranaense (39/23)   | 1916, 1927, 1931, 1933, 1935, 1939, 1941, 1942, 1946, 1947, 1951, 1952, 1954, 1956, 1957, 1959, 1960, 1968, 1969, 1971, 1972, 1973, 1974, 1975, 1976, 1978, 1979, 1986, 1989, 1999, 2003, 2004, 2008, 2010, 2011, 2012, 2013, 2017, 2022. (Récord) | 1919, 1920, 1924, 1936, 1943, 1944, 1945, 1950, 1962, 1970, 1977, 1983, 1984, 1990, 1995, 1996, 1998, 2000, 2005, 2015, 2016, 2018, 2020. (Récord) |
| Torneo Inicial de Paraná (11/0) | 1917, 1920, 1921, 1930, 1932, 1939, 1941, 1942, 1951, 1952, 1957. (Récord) | |

## Participaciones internacionales
| Torneo                           | Ediciones                     |
| -------------------------------- | ----------------------------- |
| Copa Libertadores de América (2) | 1986, 2004                    |
| Copa Sudamericana (5)            | 2004, 2009, 2012, 2013 y 2016 |

### Por competición
| Torneo                       | TJ | PJ | PG | PE | PP | GF | GC | DG | Puntos |
| ---------------------------- | -- | -- | -- | -- | -- | -- | -- | -- | ------ |
| Copa Libertadores de América | 2  | 12 | 4  | 5  | 3  | 15 | 13 | +2 | 15     |
| Copa Sudamericana            | 5  | 16 | 5  | 2  | 9  | 17 | 22 | -5 | 17     |
| Total                        | 7  | 28 | 9  | 7  | 12 | 32 | 35 | -3 | 32     |

## Categorías Base
Esta es una lista de los principales títulos y campañas destacadas de las Categorías Base del Coritiba.
Títulos internacionales (6)
| Competición internacional    | Títulos    | Subcampeonatos |
| ---------------------------- | ---------- | -------------- |
| Dallas Cup Sub-19 (2/0)      | 2012, 2015 |                |
| Torneo Gradisca Sub-17 (2/1) | 2013, 2014 | 2015           |
| IberCup Sub-17 (1/0)         | 2020       |                |
| Copa Santiago Sub-17 (0/1)   |            | 2018           |
| EFIPAN Sub-13 (1/0)          | 2015       |                |
| Copa Mercosur Sub-13 (0/1)   |            | 2022           |

Títulos nacionales (5)
| Competición nacional              | Títulos | Subcampeonatos |
| --------------------------------- | ------- | -------------- |
| Campeonato Brasileño Sub-20 (0/1) |         | 2017           |
| Copa de Brasil Sub-20 (1/0)       | 2021    |                |
| Supercopa de Brasil Sub-20 (0/1)  |         | 2021           |
| Taça Belo Horizonte Sub-20 (1/0)  | 2010    |                |
| Copa Galo Sub-17 (1/0)            | 2022    |                |
| Copa de Brasil Sub-15 (1/1)       | 2012    | 2016           |
| Copa Thermas de Itá Sub-13 (1/0)  | 2008    |                |

Títulos interestaduales (7)
| Competición interestadual                       | Títulos | Subcampeonatos |
| ----------------------------------------------- | ------- | -------------- |
| Copa BH Tributtarium Sub-17 (1/0)               | 2019    |                |
| BC Cup Sub-16 (1/0)                             | 2012    |                |
| MGF Cup Sub-16 (1/0)                            | 2021    |                |
| Copa Caio Júnior Sub-15 (1/0)                   | 2017    |                |
| Copa Limonta Sports Sub-15 (1/0)                | 2022    |                |
| Copa Sul-Americana de Garopaba Sub-11 (1/0)     | 2017    |                |
| Copa Sul-Americana Alta Sorocabana Sub-11 (1/0) | 2018    |                |

Títulos estaduales (38)
| Competición estadual                            | Títulos | Subcampeonatos |
| ----------------------------------------------- | --- | -------------- |
| Campeonato Paranaense de Juniors Sub-20 (26/0)  | 1932, 1934, 1935, 1936, 1946, 1947, 1949, 1950, 1952, 1953, 1954, 1955, 1957, 1959, 1960, 1971, 1972, 1973, 1989, 1999, 2003, 2009, 2012, 2013, 2022, 2023 |                |
| Campeonato Paranaense de Juveniles Sub-17 (7/0) | 1983, 1984, 1992, 1999, 2003, 2009, 2013 |                |
| Campeonato Paranaense Infantil Sub-15 (5/0)     | 2010, 2012, 2016, 2018, 2023 |                |

## Femenino
Desde 2022 el club cuenta con un equipo en el fútbol femenino.
Títulos estaduales (0)
| Competición estadual        | Títulos | Subcampeonatos |
| --------------------------- | ------- | -------------- |
| Campeonato Paranaense (0/1) |         | 2023           |

## Fut7
El Coritiba también se encuentra entre los principales equipos en el escenario del Fut7 a nivel nacional e internacional.
Títulos internacionales (2)
| Competición internacional  | Títulos    | Subcampeonatos |
| -------------------------- | ---------- | -------------- |
| Liga de las Américas (2/0) | 2018, 2019 |                |

Títulos estaduales (9)
| Competición estadual            | Títulos          | Subcampeonatos |
| ------------------------------- | ---------------- | -------------- |
| Copa Gobernador de Paraná (3/0) | 2018, 2021, 2022 |                |
| Copa Federación (1/0)           | 2015             |                |
| Copa Curitiba (3/0)             | 2016, 2017, 2018 |                |
| Copa Trío de Hierro (1/0)       | 2019             |                |
| Campeonato Metropolitano (1/0)  | 2021             |                |

## Récords

### Jugadores y entrenadores
Los jugadores que más han jugado y anotado goles, y los entrenadores con más partidos al mando del Coritiba.

#### Más presencias
| #  | Jugador              | Partidos |
| -- | -------------------- | -------- |
| 1  | Jairo                | 410      |
| 2  | Aladim               | 402      |
| 3  | Nilo                 | 386      |
| 4  | Hermes               | 366      |
| 5  | Nico                 | 352      |
| 6  | Miltinho             | 346      |
| 7  | Reginaldo Nascimento | 338      |
| 8  | Vanderlei            | 301      |
| 9  | Wilson               | 296      |
| 10 | Cláudio Marques      | 295      |

#### Máximos goleadores
| #  | Jugador     | Goles |
| -- | ----------- | ----- |
| 1  | Duílio      | 254   |
| 2  | Neno        | 134   |
| 3  | Ivo         | 129   |
| 4  | Miltinho    | 96    |
| 4  | Baby        | 96    |
| 5  | Staco       | 89    |
| 6  | Zé Roberto  | 72    |
| 6  | Keirrison   | 72    |
| 7  | Alex        | 69    |
| 8  | Chicão      | 65    |
| 9  | Tião Abatiá | 63    |
| 9  | Pachequinho | 63    |
| 10 | Aladim      | 62    |

#### Entrenadores destacados
| #  | Entrenadores           | Partidos |
| -- | ---------------------- | -------- |
| 1  | Felix Magno            | 201      |
| 2  | Dirceu Krüger          | 185      |
| 3  | Marcelo Oliveira       | 153      |
| 4  | Paulo César Carpegiani | 126      |
| 4  | Tim                    | 126      |
| 5  | Paulo Bonamigo         | 123      |
| 5  | Marquinhos Santos      | 123      |
| 6  | Ney Franco             | 111      |
| 7  | Gustavo Morínigo       | 99       |
| 8  | Antônio Lopes          | 96       |
| 9  | Ivo Wortmann           | 93       |
| 10 | Ênio Andrade           | 79       |

### Goleadas
Mayores goleadas aplicadas.
| Contra clubes paranaenses |          |                        |               |                              |
| Fecha                     | Marcador | Adversario             | Localidad     | Campeonato                   |
| 7 de noviembre de 1926    | 13–1     | Paraná (PR)            | Curitiba (PR) | Campeonato Paranaense (1926) |
| 21 de junio de 1952       | 11–0     | Bloco Morgenau (PR)    | Curitiba (PR) | Campeonato Paranaense (1952) |
| 28 de agosto de 1965      | 11–0     | Olímpico (PR)          | Curitiba (PR) | Campeonato Paranaense (1965) |
| 27 de junio de 1953       | 10–0     | Britânia (PR)          | Curitiba (PR) | Campeonato Paranaense (1953) |
| 17 de marzo de 1940       | 10–0     | Pinheiral (PR)         | Curitiba (PR) | Campeonato Paranaense (1939) |
| 11 de agosto de 1929      | 10–0     | Paranaense (PR)        | Curitiba (PR) | Campeonato Paranaense (1929) |
| 8 de septiembre de 1929   | 10–1     | Aquibadan (PR)         | Curitiba (PR) | Campeonato Paranaense (1929) |
| 1 de febrero de 1942      | 10–2     | Jacarezinho (PR)       | Curitiba (PR) | Campeonato Paranaense (1941) |
| 9 de febrero de 1947      | 10–2     | Palmeiras (PR)         | Curitiba (PR) | Campeonato Paranaense (1946) |
| 9 de febrero de 1957      | 10–2     | Palestra Itália (PR)   | Curitiba (PR) | Campeonato Paranaense (1957) |
| 11 de marzo de 2000       | 9–0      | Francisco Beltrão (PR) | Curitiba (PR) | Campeonato Paranaense (2000) |
| 2 de enero de 1927        | 9–0      | Savóia (PR)            | Curitiba (PR) | Campeonato Paranaense (1926) |
| 23 de junio de 1946       | 9–1      | Água Verde (PR)        | Curitiba (PR) | Campeonato Paranaense (1946) |
| 9 de marzo de 1957        | 9–1      | Bloco Morgenau (PR)    | Curitiba (PR) | Campeonato Paranaense (1957) |
| 4 de diciembre de 1960    | 9–1      | Iraty (PR)             | Curitiba (PR) | Campeonato Paranaense (1960) |
| 3 de marzo de 1996        | 8–0      | Rio Branco (PR)        | Curitiba (PR) | Campeonato Paranaense (1996) |

| Contra clubes de fuera del estado |          |                    |               |                                        |
| Fecha                             | Marcador | Adversario         | Localidad     | Campeonato                             |
| 16 de agosto de 1995              | 8–0      | Ferroviária (SP)   | Curitiba (PR) | Campeonato Brasileiro - Série B (1995) |
| 16 de abril de 1980               | 7–1      | Ferroviário (CE)   | Curitiba (PR) | Campeonato Brasileiro (1980)           |
| 4 de mayo de 1980                 | 7–1      | Desportiva (ES)    | Curitiba (PR) | Campeonato Brasileiro (1980)           |
| 8 de diciembre de 1942            | 7–4      | Internacional (RS) | Curitiba (PR) | Amistoso (1942)                        |
| 27 de febrero de 2008             | 6–0      | Tuna Luso (PA)     | Curitiba (PR) | Copa do Brasil (2008)                  |
| 5 de mayo de 2011                 | 6–0      | Palmeiras (SP)     | Curitiba (PR) | Copa do Brasil (2011)                  |
| 28 de agosto de 1960              | 5–0      | Paula Ramos (SC)   | Curitiba (PR) | Taça Brasil (1960)                     |
| 12 de noviembre de 1979           | 5–0      | Mixto (MT)         | Curitiba (PR) | Campeonato Brasileiro (1979)           |
| 26 de noviembre de 1995           | 5–0      | Mogi Mirim (SP)    | Curitiba (PR) | Campeonato Brasileiro - Série B (1995) |
| 10 de agosto de 2003              | 5–0      | Flamengo (RJ)      | Curitiba (PR) | Campeonato Brasileiro (2003)           |
| 14 de junio de 2009               | 5–0      | Flamengo (RJ)      | Curitiba (PR) | Campeonato Brasileiro (2009)           |
| 11 de septiembre de 2011          | 5–0      | Botafogo (RJ)      | Curitiba (PR) | Campeonato Brasileiro (2011)           |
| 1 de mayo de 1981                 | 5–1      | Cruzeiro (MG)      | Curitiba (PR) | Torneio Dia do Trabalhador (1981)      |
| 30 de enero de 1999               | 5–1      | Criciúma (SC)      | Criciúma (SC) | Copa Sul Brasileira (1999)             |
| 28 de noviembre de 2004           | 5–1      | Vitória (BA)       | Curitiba (PR) | Campeonato Brasileiro (2004)           |
| 27 de octubre de 2006             | 5–1      | Vila Nova (GO)     | Curitiba (PR) | Campeonato Brasileiro - Série B (2006) |
| 22 de noviembre de 2008           | 5–1      | Santos (SP)        | Curitiba (PR) | Campeonato Brasileiro (2008)           |
| 5 de junio de 2011                | 5–1      | Vasco (RJ)         | Curitiba (PR) | Campeonato Brasileiro (2011)           |

### Victorias consecutivas
Coritiba fue el récord mundial de victorias consecutivas, logrado durante la temporada de 2011 y mantenido hasta marzo de 2015, cayendo al tercer lugar. La siguiente tabla registra las 24 victorias, la mayoría de ellas en el campeonato paranaense.
| Secuencia | Fecha | Encuentro                   | Campeonato            |
| --------- | ----- | --------------------------- | --------------------- |
| 1         | 03/02 | Coritiba 5–0 Iraty          | Campeonato Paranaense |
| 2         | 10/02 | Corinthians-PR 1–2 Coritiba | Campeonato Paranaense |
| 3         | 06/02 | Rio Branco 1–4 Coritiba     | Campeonato Paranaense |
| 4         | 13/02 | Coritiba 3–0 Roma           | Campeonato Paranaense |
| 5         | 16/02 | Ypiranga 0–1 Coritiba       | Copa do Brasil        |
| 6         | 20/02 | Coritiba 4–2 Atlético-PR    | Campeonato Paranaense |
| 7         | 24/02 | Coritiba 2–0 Ypiranga       | Copa do Brasil        |
| 8         | 27/02 | Cianorte 1–2 Coritiba       | Campeonato Paranaense |
| 9         | 06/03 | Coritiba 3–2 Operário       | Campeonato Paranaense |
| 10        | 09/03 | Paranavaí 0–3 Coritiba      | Campeonato Paranaense |
| 11        | 13/03 | Coritiba 4–2 Paraná         | Campeonato Paranaense |
| 12        | 17/03 | Atlético-GO 1–2 Coritiba    | Copa do Brasil        |
| 13        | 20/03 | Cascavel 0–3 Coritiba       | Campeonato Paranaense |
| 14        | 23/03 | Coritiba 2–0 Arapongas      | Campeonato Paranaense |
| 15        | 26/03 | Iraty 2–4 Coritiba          | Campeonato Paranaense |
| 16        | 30/03 | Coritiba 3–1 Atlético-GO    | Copa do Brasil        |
| 17        | 02/04 | Coritiba 6–2 Rio Branco     | Campeonato Paranaense |
| 18        | 10/04 | Coritiba 1–0 Corinthians-PR | Campeonato Paranaense |
| 19        | 14/04 | Coritiba 4–0 Caxias         | Copa do Brasil        |
| 20        | 17/04 | Roma 1–4 Coritiba           | Campeonato Paranaense |
| 21        | 24/04 | Atlético-PR 0–3 Coritiba    | Campeonato Paranaense |
| 22        | 27/04 | Caxias 0–1 Coritiba         | Copa do Brasil        |
| 23        | 01/05 | Coritiba 2–0 Cianorte       | Campeonato Paranaense |
| 24        | 05/05 | Coritiba 6–0 Palmeiras      | Copa do Brasil        |

El equipo titular durante esta secuencia de victorias era Édson Bastos; Jonas, Pereira, Emerson y Eltinho (Lucas Mendes); Leandro Donizete (Willian Farias), Léo Gago, Rafinha y Davi; Marcos Aurélio (Anderson Aquino) y Bill. Entrenador: Marcelo Oliveira.